# Armin Kohnle
Armin Kohnle (* 13. September 1960 in Schwäbisch Hall) ist ein deutscher Historiker und Kirchenhistoriker.
Armin Kohnle legte 1980 das Abitur in Heilbronn ab und absolvierte ein Studium der Mittleren und Neueren Geschichte, der Alten Geschichte und der Evangelischen Theologie an den Universitäten Heidelberg und Cambridge. 1988 legte er das Staatsexamen ab. Im Jahr 1992 wurde er mit einer von Hermann Jakobs betreuten Arbeit über Abt Hugo von Cluny zum Dr. phil. promoviert. Ab 1992 war er Wissenschaftlicher Assistent an der Universität Heidelberg. 1995 wurde er mit dem Bruno-Heck-Wissenschaftspreis ausgezeichnet. 2000 erfolgte seine Habilitation. Danach lehrte er als Oberassistent am Historischen Seminar der Universität Heidelberg und wurde 2004 zum außerplanmäßigen Professor ernannt. 2007 übernahm er die Lehrstuhlvertretung für Spätmittelalter und Reformation an der Theologischen Fakultät der Universität Leipzig. Seit 2009 ist Kohnle Inhaber dieses Lehrstuhles. Seit 2012 ist er ordentliches Mitglied der Sächsischen Akademie der Wissenschaften zu Leipzig.
Kohnles Forschungsschwerpunkte sind die Themenfelder Politik, Recht und Kirche im frühneuzeitlichen Europa, die Geschichte Deutschlands, Englands und Frankreichs besonders in der Frühen Neuzeit, die südwestdeutsche Landesgeschichte, vor allem der Kurpfalz und Badens und die allgemeine Reformationsgeschichte. Kohnle gab mit Uwe Schirmer anlässlich des 550. Geburtstages von Kurfürst Friedrich III. von Sachsen einen Band mit 22 Beiträgen heraus. Der Sammelband geht zurück auf eine von der Historischen Kommission der Sächsischen Akademie der Wissenschaften in Torgau veranstaltete Tagung. Die Aufsätze wurden von den Herausgebern mit „Persönlichkeit und Politik“, „Kultur und Humanismus“ sowie „Frömmigkeit und Reformation“ drei großen Themenbereichen zugeordnet.

## Schriften (Auswahl)
Monografien
- Abt Hugo von Cluny (1049–1109) (= Francia. Bd. 32). Thorbecke, Sigmaringen 1993, ISBN 3-7995-7332-1 (Zugleich: Heidelberg, Universität, Dissertation, 1991/92) (Digitalisat).
- Reichstag und Reformation. Kaiserliche und ständische Religionspolitik von den Anfängen der Causa Lutheri bis zum Nürnberger Religionsfrieden (= Quellen und Forschungen zur Reformationsgeschichte. Bd. 72). Gütersloher Verlags-Haus, Gütersloh 2001, ISBN 3-579-01757-8 (Zugleich: Heidelberg, Universität, Habilitations-Schrift, 1999/2000).
- Kleine Geschichte der Markgrafschaft Baden. 2. Auflage. Braun, Karlsruhe 2009, ISBN 3-7650-8346-1.
- Kleine Geschichte der Kurpfalz. 5. Auflage. Braun, Karlsruhe 2014, ISBN 978-3-7650-8487-4.
- Kurfürst Friedrich der Weise von Sachsen. Eine Biographie. Evangelische Verlagsanstalt, Leipzig 2024, ISBN 978-3-374-07642-0.

Herausgeberschaften
- Zwischen Wissenschaft und Politik. Studien zur deutschen Universitätsgeschichte. Festschrift für Eike Wolgast zum 65. Geburtstag. Steiner, Stuttgart 2001, ISBN 3-515-07546-1.
- ‚so geht hervor ein' neue Zeit‘ – die Kurpfalz im Übergang an Baden 1803 [Ausstellung im Kurpfälzischen Museum der Stadt Heidelberg, 19. Oktober 2003 bis 18. Januar 2004]. Verlag Regionalkultur, Heidelberg 2003, ISBN 3-89735-241-9.
- mit Uwe Schirmer: Kurfürst Friedrich der Weise von Sachsen. Politik, Kultur und Reformation (= Quellen und Forschungen zur sächsischen Geschichte. Bd. 40). Steiner, Stuttgart 2015, ISBN 3-515-11282-0.
- mit Manfred Rudersdorf: Briefe und Akten zur Kirchenpolitik Friedrichs des Weisen und Johanns des Beständigen 1513 bis 1532. Reformation im Kontext frühneuzeitlicher Staatswerdung. 4 Bände. Evangelische Verlagsanstalt, Leipzig 2017, ISBN 978-3-374-04960-8
- Luthers Tod. Ereignis und Wirkung (= Schriften der Stiftung Luthergedenkstätten in Sachsen-Anhalt. Bd. 23). Evangelische Verlagsanstalt, Leipzig 2019, ISBN 978-3-374-05067-3.